# Дейнеко, Сергей Васильевич
Сергей Васильевич Дейнеко (укр. Сергій Васильович Дейнеко; род. 5 апреля 1975, Биробиджан, Еврейская автономная область) — украинский военачальник. Председатель Государственной пограничной службы Украины с 13 июня 2019 года, генерал-лейтенант (2024).

## Биография
Родился 5 апреля 1975 года в г. Биробиджан (Еврейская автономная область).
Окончил Академию Пограничных войск Украины имени Богдана Хмельницкого (1996), Объединённый институт военной разведки при Национальной академии обороны Украины (2001), Ужгородский национальный университет (2009).
Сентябрь 1996 — июль 2011 — служба в оперативно-розыскных подразделениях органов охраны государственной границы Государственной пограничной службы Украины.
Июль 2011 — август 2014 — начальник Луганского пограничного отряда.
Август — сентябрь 2014 — заместитель начальника Восточного регионального управления.
Сентябрь — ноябрь 2014 — заместитель начальника Южного регионального управления.
С ноября 2014 года — заместитель директора Департамента оперативной деятельности Администрации ГПСУ.
Указом от 13 июня 2019 года назначен председателем Государственной пограничной службы, член Совета командующих Пограничными войсками (СКПВ) государств-участников СНГ.
Генерал-майор (2020).

## Семья
Женат, имеет двоих детей.

## Награды
- Орден Богдана Хмельницкого II степени (20 июня 2014 года) — за личное мужество и героизм, проявленные в защите государственного суверенитета и территориальной целостности Украины, верность военной присяге и несокрушимость духа[6].
- Орден Богдана Хмельницкого III степени (24 августа 2013 года) — за весомый личный вклад в защиту государственного суверенитета, обеспечения конституционных прав и свобод граждан, укрепление экономической безопасности государства, высокопрофессиональное исполнение служебных обязанностей и по случаю 22-й годовщины независимости Украины[7].
- Медаль «За военную службу Украине» (25 мая 2010 года) — за весомый личный вклад в дело охраны государственной границы Украины, обеспечение защиты ее государственного суверенитета и территориальной целостности и по случаю Дня пограничника[8].